# Ruelliopsis
- Commons
- Wikispecies

Ruelliopsis C.B.Clarke, 1899, segundo o Sistema APG II, é um gênero botânico da família Acanthaceae.

## Espécies
As principais espécies são:
- Ruelliopsis damarensis
- Ruelliopsis mutica
- Ruelliopsis setosa